# James Elroy Flecker
James Elroy Flecker (Lewisham, 5 novembre 1884 – Davos, 3 gennaio 1915) è stato un poeta, romanziere e drammaturgo inglese. Le sue opere sono state perlopiù influenzate dai poeti parnassiani.

## Biografia
Nacque a Lewisham, quartiere di Londra, e venne battezzato come Herman Elroy Flecker, ma Flecker decise di usare in seguito come primo nome "James", sia perché non amava il nome "Herman", sia per evitare confusione con suo padre. "Roy", come veniva chiamato in famiglia, venne educato alla Dean Close School di Cheltenham, dove suo padre era preside, e, in seguito, presso la Uppingham School. Studiò poi al Trinity College di Oxford e presso il Gonville and Caius College di Cambridge. Mentre era ad Oxford venne attratto dagli ultimi strascichi dell'estetismo, rappresentato soprattutto dalle opere di John Addington Symonds, e divenne un grande amico del classicista e storico dell'arte John Beazley.
Dal 1910 fu impiegato presso i servizi consolari nel Vicino Oriente. Su una nave ad Atene incontrò Helle Skiadaressi, che sposò nel 1911.
Flecker morì il 3 gennaio 1915 a Davos, in Svizzera a causa della tubercolosi. La sua morte, all'età di trent'anni, venne descritta all'epoca come "indiscutibilmente la più grande scomparsa prematura subita dalla letteratura inglese dopo la morte di Keats.

## Influenza
Un estratto dall'opera teatrale Hassan ... The Golden Journey to Samarkand è stata riportata sulla torre dell'orologio della caserma del reggimento 22 dello Special Air Service dell'esercito inglese a Hereford, dando così una testimonianza duratura al lavoro di Flecker:
La stessa iscrizione compare anche sul monumento della NZSAS dedicato a Rennie Lines presso il Papakura Military Camp in Nuova Zelanda.
Un personaggio nel secondo volume della serie di romanzi di Anthony Powell, A Dance to the Music of Time, dice che  ama moltissimo recitare i versi For lust of knowing what we should not know / We take the Golden Road to Samarkand [Per il desiderio sfrenato di conoscere cose che non dovremmo conoscere / Abbiamo intrapreso il dorato viaggio a Samarcanda], senza tuttavia attribuirli a Flecker.
Il racconto breve di Saki "A Defensive Diamond" (contenuto nella raccolta Beasts and Super-Beasts, del 1914) fa continui riferimenti al "dorato viaggio a Samarcanda".
Agata Christie cita più volte Flecker, soprattutto nel suo ultimo romanzo, Le porte di Damasco.
Jorge Luis Borges riporta una quartina della poesia di Flecker "To a Poet a Thousand Years Hence" [A un poeta che vivrà fra mille anni] nel suo saggio "Note on Walt Whitman" (contenuto nella raccolta Other Inquisitions, 1937–1952):
Studioso della nostra dolce lingua inglese,

Leggi le mie parole di notte, da solo:

Io ero un poeta, io ero giovane.»
La poesia di Flecker "The Bridge of Fire" [Il ponte di fuoco] viene citato nella serie Sandman di Neil Gaiman, nel volume The Wake, mentre Samarcanda viene citato nell'antologia World's End.
Nevil Shute riporta passi di Hassan nel suo primo romanzo pubblicato, Marazan, e nel titolo di molti capitoli del romanzo del 1951 Round the Bend [Un grano di pazzia].
Diana Rigg recita una strofa modificata (non l'originale) da Hassan nel film del 1969 Al servizio segreto di Sua Maestà mentre guarda fuori dalla finestra del Piz Gloria il sole che sorge sulle Alpi svizzere:
Per te la luce del sole scivola sul prato,

Per te le navi vengono abbattute alle onde,

Per te i mercati sono ricchi di schiavi,

Per te il martello risuona sull'incudine,

Per te il poeta di delizie canta.»
L'originale nell'opera di Flecker è più romantico, e chiarisce che ci si sta riferendo al Califfo e non all'Altissimo:
È l'ora in cui i gigli si aprono sul prato,

È l'ora in cui le grigie ali oltrepassano le montagne,

È l'ora del silenzio, quando sentiamo le fontane,

È l'ora in cui i sogni sono più luminosi e i venti più freddi,

È l'ora in cui quel giovane amore si risveglia appoggiato su una bianca spalla,

O Signore del mondo, l'Alba persiana.
Quest'ora, O Signore, dovrebbe essere per te più luminosa:

I tuoi mercanti inseguono la mattina sul mare,

I coraggiosi che combattono la tua guerra sfoderano la sciabola,

Gli schiavi che lavorano le tue miniere vengono incitati a lavorare,

Per te vengono tirati i carri del mondo -

L'ebano della notte, il rosso dell'alba!»

## Opere

### Poesia
- The Bridge of Fire [Il Ponte di Fuoco] (1907)
- Thirty-Six Poems [Trentasei Poesie] (1910)
- Forty-Two Poems [Quarantadue Poesie] (1911) (ebook:[6])
- The Golden Journey to Samarkand [Il Dorato Viaggio a Samarcanda] (1913)
- The Old Ships [Le Vecchie Navi] (1915)
- Collected Poems [Raccolta di Poesie] (1916)

### Romanzi
- The Last Generation: A Story of the Future [L'Ultima Generazione: Una Storia del Futuro] (1908)
- The King of Alsander [Il Re di Alsander] (1914)

### Opere teatrali
- Hassan (1922; titolo completo Hassan: The Story of Hassan of Baghdad and How he Came to Make the Golden Journey to Samarkand) [Hassan: La Storia di Hassan di Baghdad e di Come Intraprese il Dorato Viaggio a Samarcanda]
- La musica per quest'opera è stata scritta da Frederick Delius nel 1920, prima della sua pubblicazione, e venne eseguita per la prima volta nel settembre 1923.[7]
- Don Juan (1925)

### Altre opere
- The Grecians [I Greci] (1910)
- The Scholars' Italian Book [Il Libro Italiano degli Studiosi] (1911)
- Collected Prose [Raccolta di Prose] (1920)
- The Letters of J.E. Flecker to Frank Savery [La Lettera di J.E. Flecker a Frank Savery] (192Fo6)
- Some Letters from Abroad of James Elroy Flecker [Alcune Lettere dall'Estero di James Elroy Flecker] (1930)